# غاية الوصول إلى شرح لب الأصول
غاية الوصول إلى شرح لب الأصول للإمام زكريا الأنصاري الشافعي (ت 926هـ) كتاب في أصول الفقه، شرح فيه متن «لب الأصول» له أيضاً، ولب الأصول هو مختصر لكتاب «جمع الجوامع في أصول الفقه» للإمام تاج الدين السبكي.
يقول شيخ الإسلام زكريا الأنصاري في مقدمة الكتاب: